# توکی یوریتوشی
توکی یوریتوشی (به ژاپنی: 土岐 頼稔 Toki Yoritoshi); ۲۰ مارس ۱۶۹۵ – ۱۷ اکتبر ۱۷۴۴) سامورایی، دایمیو، کیوتو شوشیدای و روجو در دوره ادو اهل ژاپن بود.